# Yago (Burkina Faso)
Pour les articles homonymes, voir Yago.
Yago est une commune rurale située dans le département de Pô de la province du Nahouri dans la région du Centre-Sud au Burkina Faso.

## Santé et éducation
Les centres de soins les plus proches de Yago sont les centres de santé et de promotion sociale (CSPS) et le centre médical (CMA) de Pô.